# علوي بن عباس المالكي
علوي بن عباس المالكي (1328 - 1391 هـ): إمام وعالم دين مسلم من كبار فقهاء ومشايخ الحرم المكي. كان من رموز العلماء السعوديين وذو شأن بارز في المكانة الدينية والعلمية والاجتماعية في المجتمع المكي. ومن أبنائه محمد علوي المالكي الذي ورث هذه المكانة الاجتماعية من بعده.

## نسبه
علوي بن عباس بن عبد العزيز بن عباس بن عبد العزيز بن محمد المالكي المكي الإدريسي الحسني، ينتهي نسبه إلى إدريس الأزهر بن إدريس الأكبر بن عبد الله الكامل بن الحسن المثنى بن الحسن السبط بن الإمام علي بن أبي طالب وفاطمة الزهراء بنت رسول الله محمد صلى الله عليه وآله وسلم.

## مولده ونشأته
ولد بمكة المكرمة سنة 1328 هـ ونشأ بين أحضان والده عباس بن عبد العزيز المالكي فرباه وأحسن تربيته. ثم التحق بكُتَّاب عمه حسن المالكي، فبدأ بحفظ القرآن الكريم فأتمّه وهو في العاشرة من عمره، وصلى به التراويح إمامًا بالمسجد الحرام كعادة أهل مكة في ذلك. ثم التحق بمدرسة الفلاح، وكان أساتذتها إذ ذاك من أجلّ علماء المسجد الحرام، فلازمهم وبرع واستحق أن يقوم بالتدريس في نفس المدرسة قبل التخرج، فكان هو وجملة من الطلاب المهرة الأذكياء يقومون بالتدريس للفصول الدنيا مع تلقي العلم في الفصول العليا، فكان تلميذاً ومدرساً في آن واحد. ولم يقتصر تعليمه في المدرسة فقط بل إنه شارك طلاب العلم في حلقات المسجد الحرام، فأخذ العلم من المدرسة والمسجد. وقد تخرج من مدرسة الفلاح سنة 1346 هـ وتولى التدريس فيها سنة 1347 هـ، وأجيز بالتدريس في المسجد الحرام أيضاً في نفس السنة، وقد أعطى وقته كله وصرف نفيس عمره للتدريس بالحرم الشريف.

## شيوخه
أخذ عن جملة من المشايخ الكرام وروى عن جملة من كبار علماء المسلمين، منهم:
- والده عباس بن عبد العزيز المالكي
- محمد علي بن حسين المالكي
- جمال الأمير المالكي
- عمر بن حمدان المحرسي
- أحمد بن عبد الله ناضرين
- محمد حبيب الله الشنقيطي
- عيسى محمد رواس
- محمد العربي التباني
- محمد يحيى أمان
- حسن السعيد السناري
- عبد الله إبراهيم حمدوه
- محمد أمين سويد الدمشقي
- أحمد حامد التيجي
- عبيد الله بن الإسلام السندي
- عبد الستار عبد الوهاب الدهلوي
- يوسف بن إسماعيل النبهاني
- أبو بكر بن عبد الله الحبشي
- بهاء الدين بن عبد الله الأفغاني
- سالم بن عبد الحميد شفي
- سعيد بن محمد يماني
- محمد الطيب بن محمد المراكشي
- مظهر حسين الأنصاري
- عيدروس بن سالم البار
- علوي بن طاهر الحداد
- علي بن سالم العطاس
- سالم بن حفيظ
- عبد الرحمن بن عبيد الله السقاف
- محمد عبد الحي الكتاني
- محمد زاهد الكوثري
- عبد القادر بن توفيق الشلبي

## أعماله
- مدرساً بالمسجد الحرام.
- مدرساً بمدرسة الفلاح من عام 1347 إلى 1390 هـ.
- عين عضواً في اللجنة التنفيذية للإشراف على أعمال توسعة المسجد الحرام عام 1380 هـ، والتي كان يرأسها الملك سعود بن عبد العزيز آل سعود.
- عين عضواً في لجنة تحديد أعلام الحرم.
- عين عضواً في لجنة الإشراف والاختبار للمطوفين بالحرم.
- عين عضواً في لجنة الإصلاح بين الناس.
- عين نائباً لرئيس جماعة تحفيظ القرآن بمكة المكرمة.
- شارك في المؤتمر الإسلامي الخامس في بغداد عام 1383 هـ.
- مأذوناً شرعياً لعقد الأنكحة.
- كان له درساً يومياً في شهر رمضان في المسجد الحرام بعد صلاة العصر إلى قرب المغرب من عام 1370 هـ إلى وفاته.
- كان له حديث أسبوعي في الإذاعة السعودية وفي إذاعة صوت الإسلام.
- كانت له محاضرة سنوية في ندوة المحاضرات برابطة العالم الإسلامي أيام الشيخ محمد سرور الصبان.
- شارك العلماء بالتدريس في حصوة ورواق باب السلام وبداره العامرة في النقا والعتيبية كعادة علماء البلد الحرام.

## مؤلفاته
- «العقد المنظم في أقسام الوحي المعظم»
- «المنهل اللطيف في أحكام الحديث الضعيف»
- «الإبانة في أحكام الكهانة»
- «رسالة في إبطال نسبة القول بوحدة الوجود لأئمة التصوف»
- «رسالة في الإلهام»
- «رسالة في أحكام التصوير»
- «إبانة الأحكام شرح بلوغ المرام»
- «نيل المرام شرح عمدة الأحكام»
- «من نفحات رمضان»
- حاشية «فيض الخبير شرح منظومة أصول التفسير»
- «فتح القريب المجيب على تهذيب الترغيب والترهيب»
- «نفحات الإسلام من محاضرات البلد الحرام»
- مجموع فتاواه ورسائله
- ديوان شعر (مخطوط)

## وفاته
انتقل إلى رحمة الله في منتصف ليلة الأربعاء 25 من شهر صفر سنة 1391 هـ بمكة المكرمة، ودفن عصر يوم الأربعاء بمقبرة المعلاة، وقد شيعه الألوف من أهل مكة والمقيمين والقادمين من الأطراف، وحضر جنازته كبار علماء مكة المكرمة، ووقفوا لتقبُّل العزاء فيه، وكانت جنازته مشهودة بحيث امتلأ الشارع من باب المسجد الحرام إلى مقبرة المعلاة. وكان أهل مكة يقولون أن جنازة الشيخ جمال الأمير المالكي أعظم وأكبر جنازة شهدتها مكة في هذا القرن إلّا أن الشيخ حسن المشاط قال: «بل هذه الجنازة أعظم، ولا يخفى الصبح إلا على أعمى أو حسود». وقال الشيخ محمد نور سيف: «إن الإمام أحمد بن حنبل يقول: إن أهل السنة والجماعة يُعرفون بجنائزهم، فهي محضورة ومشهودة، قال: وهكذا جنازة السيد علوي كانت مشهودة ومحضورة، وما رأينا جمعًا كما رأينا في جنازته».

## للمزيد عن ترجمته
- صفحات مشرقة من حياة الإمام السيد علوي المالكي لابنه عباس بن علوي المالكي.
- تشنيف الأسماع لمحمود سعيد ممدوح.
- مجموع فتاوى ورسائل السيد علوي المالكي لابنه محمد علوي المالكي.
- الجواهر الحسان للشيخ زكريا بيلا.
- بلوغ الأماني لمحمد مختار الدين الفلمباني.
- فهرست الشيوخ والأسانيد للسيد علوي المالكي لابنه محمد علوي المالكي.
- عمارة المسجد الحرام والمسجد النبوي لعبد اللطيف بن دهيش.
- تاريخ التعليم في مكة المكرمة لعبد الرحمن عبد الله.
- أهل الحجاز بعبقهم التاريخي لحسن عبد الحي قزاز.
- أعلام الحجاز لمحمد علي مغربي.
- مستدرك معجم المؤلفين لعمر كحالة.
- العقود اللؤلؤية بالأسانيد العلوية لابنه محمد علوي المالكي.
- أعلام المكيين لعبد الله معلمي.
- الأعلام لخير الدين الزركلي.
- موسوعة الأدباء والكتاب لأحمد بن سليم.
- الأسر القرشية أعيان مكة المحمية لعبد الله بن صديق.
- شعراء العصر الحديث في جزيرة العرب لعبد الكريم الحقيل.
- شخصيات في ذاكرة الوطن لثامر الميمان.
- معجم المعاجم والمشيخات ليوسف المرعشلي.
- جريدة الندوة عدد 3714 في 7 / 3 / 1391 هـ.
- جريدة المدينة (ملحق الأربعاء) 10 / 5 / 1413 هـ.
- جريدة أخبار العالم الإسلامي عدد 226 في 8 / 3 / 1391 هـ.
- جريدة المدينة عدد 2151 في 5 / 3 / 1391 هـ.
- جريدة البلاد عدد 7480 في 1 / 2 / 1404 هـ.
- جريدة المدينة (ملحق الأربعاء) 23 / 7 / 1425 هـ.

## وصلات خارجية
- موقع مكاوي - السيد علوي بن عباس المالكي الحسني 1328-1391 هـ.